# Fatih Karagümrük SK
Fatih Karagümrük Spor Kulübü är en turkisk fotbollsklubb från området Karagümrük i distriktet Fatih i Istanbul. Klubben spelar säsongen 2022/2023 i Süper Lig, den turkiska högstaligan. Klubben grundades 1926.
Flera svenskar har spelat för klubben, däribland Erkan Zengin, Mervan Celik, Stefan Silva och Alagie Sosseh.